# Heard It All Before
Albums de Jamie Cullum
Pointless Nostalgic
(2002)
Heard It All Before est le 1er album de l'auteur-compositeur-interprète anglais Jamie Cullum. Il est sorti avant que l'artiste n'ait un contrat avec une maison de disques et n'est aujourd'hui plus édité. Il est composé de grands standards de Jazz.

## Liste des morceaux
1. Old Devil Moon - 4:36
2. They Can't Take That Away From Me - 4:35
3. Night and Day - 4:17
4. My One and Only Love - 6:09
5. Caravan - 6:33
6. I've Got You Under My Skin - 3:41
7. Speak Low - 6:03
8. God Bless the Child - 6:39
9. Love for Sale - 4:34
10. Sweet Lorraine - 4:23